# 短小骨螺

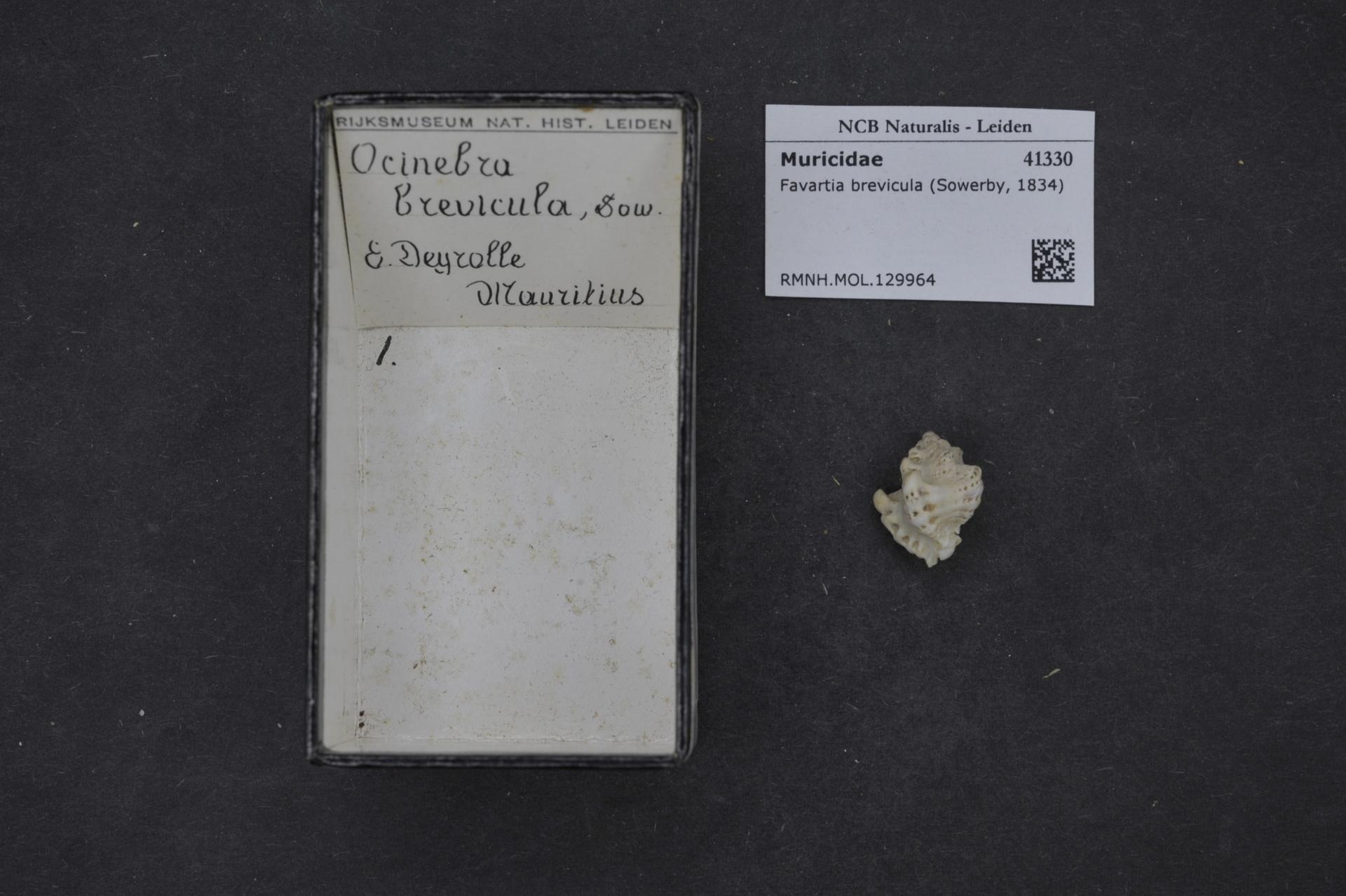
短小骨螺的螺殼

短小骨螺是新腹足目骨螺科花骨螺屬的一种海洋腹足纲软体动物。花骨螺屬舊屬Muricopsinae亞科:294, pl. 63 figs 1-13，今被劃分到Aspellinae亞科。

## 分布
本物種分布於西太平洋及印度洋海域，見於台灣、印尼、菲律賓、所罗门群岛及南部非洲:92，常栖息在浅海。